# شهرستان دیانجیانگ
شهرستان دیانجیانگ (به چینی: 垫江县، به پین‌یین: Diànjiāng Xiàn) یک شهرستان تابع شهر چونگ‌چینگ، در جمهوری خلق چین است. شهرستان دیانجیانگ ۱٬۵۱۸ کیلومتر مربع مساحت و ۷۰۴٬۵۰۰ نفر جمعیت دارد.
پیش از سال ۱۹۹۷، شهرستان دیانجیانگ تابع ولایت فولینگ در استان سیچوآن بود.
در مارس سال ۱۹۹۷ میلادی، شهرستان دیانجیانگ از استان سیچوآن جدا شده و به شهر جدید التاسیس در سطح استان چونگ‌چینگ پیوست.
در دسامبر همان سال، ولایت فولینگ منحل شده و شهرستان دیانجیانگ مستقیما تابع شهر چونگ‌چینگ قرار گرفت.